# No Matter What the Outcome
No Matter What the Outcome is het tweede album van de Nederlandse nu-metalband Smogus. Hoewel het album Everybody's Fucked Up Twice eerder verscheen, wordt No Matter What the Outcome gezien als het debuutalbum van de band, omdat het eerste niet werd uitgebracht door een platenlabel, omdat zanger Wiebe van den Ende en gitarist Arno Dreef toen nog geen deel uitmaakten van de band en omdat de band na de verschijning van het eerste album van stijl is veranderd.
Het album werd op 14 mei 2004 door The Electric Co. uitgebracht. Het was voor The Electric Co., een dochteronderneming van Universal Music, de eerste release. Het album werd twee dagen eerder in de Melkweg in Amsterdam gepresenteerd.

## Het ontstaan vanNo Matter What the Outcome
In 2002 tekende de band een platencontract met Sony BMG. In hetzelfde jaar werd er een nieuw album opgenomen, bestaande uit 16 nummers. Zes van deze nummers werden als voorproefje uitgebracht op de EP Smogus, terwijl later dat jaar de release gepland stond voor het nieuwe album, met als werktitel Nasty.
Het album is er echter nooit gekomen. Sony BMG had in die tijd zijn handen vol aan de televisieshow Idols. Halverwege 2003 verbrak Smogus het contract met Sony BMG en nam, onafhankelijk van een platenlabel, een nieuw album op. Met succes, want zelfs nog tijdens de opnamen werd Smogus benaderd door een nieuw label en tekende een contract. De titel No Matter What the Outcome refereert aan het feit dat de band een nieuwe plaat ging opnemen, maar nog niet wist welke kant het zou opgaan.
De Limited Edition van het album ging vergezeld van een dvd over de totstandkoming van het album.

## Tracklist
1. Don't Care
2. Time Out
3. Just For Me
4. Move On
5. Nasty
6. Interlude
7. Stop Running
8. The Game
9. Last Time
10. Let Me Be
11. Changing Fate
12. Good Intentions
13. Flush Your Life

## Medewerkers
Band:
- Wiebe van den Ende - Zang (als YB)
- Daniël de Jongh - Zang (als Dani)
- Jaap van Duijvenbode - Gitaar (als Jay)
- Arno Dreef - Gitaar en zang (als Arnd-H)
- Jeroen Bax - Bass (als Baxy)
- Ruben Bandstra - Drums (als Seh!)

Cd:
- Arno Dreef - Opname en mix
- Sander van der Heide - Mastering
- Jaap van Duijvenbode - Ontwerp
- Homeros Gilani - Cover art
- Stefan Schipper - Fotografie

Bonus-dvd:
- Danny Hessing - Editing
- Wiebe van den Ende - Script en regie
- Wil van der Voort - Camera
- Jaap van Duijvenbode, Homeros Gilani & Danny Hessing - Graphics
- Arno Dreef - Audio

## Trivia
- Don't Care werd uitgebracht als single en kreeg een videoclip mee die verscheidene malen werd uitgezonden door de muziekzenders MTV en The Box.
- Time Out zou op de soundtrack komen van Tomb Raider: Legend, maar heeft het uiteindelijk toch niet gehaald.
- In mei 2009, bijna drie jaar nadat de band uiteenging, werd het nummer Time Out gebruikt in een reclamespot voor het programma Willie De Stad Uit van TMF.